# Prêmio von Kaven
O Prêmio von Kaven (em alemão:  von Kaven-Preis) é concedido anualmente para matemáticos trabalhando na União Europeia por desempenho científico de destaque.

## Prêmio
A Fundação von Kaven foi criada em dezembro de 2004, estabelecida como uma fundação sem personalidade jurídica gerida pela Deutsche Forschungsgemeinschaft (DFG) por seu fundador Herbert von Kaven e pelo Conselho Executivo da DFG. O objetivo da fundação é alcançado com a concessão de um prêmio Kaven para matemática. O prêmio é atualmente dotado com 10.000 euros.
A decisão de seleção para o Prêmio von Kaven ocorre de acordo com os Estatutos da Fundação, o Conselho de Revisão da DFG. Não é possível solicitar o Prêmio Kaven por iniciativa própria. O Prêmio von Kaven é geralmente concedido ao melhor candidato em matemática no Programa Heisenberg da DFG do ano anterior como um prêmio especial.

## Fundador

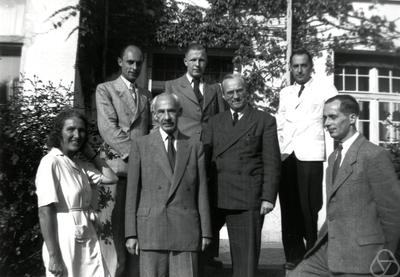
Kaven (segundo a partir da direita) no outono de 1949 no Instituto de Pesquisas Matemáticas de Oberwolfach

Herbert von Kaven (Steglitz, Berlim, 8 de fevereiro de 1908 – Detmold, 25 de julho de 2009) foi um matemático alemão. Interessado pelos fundamentos da matemática, bem como em métodos construtivos e instrumentais. Neto de August von Kaven. Von Kaven obteve o abitur em 1926 no Gymnasium Leopoldinum em Detmold, estudando matemática, física e geografia de 1926 a 1931 em Leipzig, depois em Viena, Aachen, Berna e na sua cidade natal Berlim. Desde 1932 trabalhou como professor. Depois da Segunda Guerra Mundial teve também um emprego secundário no Instituto Tonmeister da Academia de Música de Detmold. Herbert von Kaven foi conselheiro da cidade de Detmold e lecionou na Universidade de Münster de 1966 a 1970. Depois da aposentadoria em 1971 continuou seu trabalho científico em pesquisa matemática básica.

## Recipientes
- 2005: Otmar Venjakob
- 2006: Hô Hai Phùng
- 2007: Gitta Kutyniok
- 2008: Arthur Bartels e Ulrich Görtz
- 2009: Alexander Lytchak
- 2010: Não houve premiação
- 2011: Christian Sevenheck
- 2012: Eva Viehmann
- 2013: Oliver Rinne
- 2014: Pavel Gurevich
- 2015: Tobias Oertel-Jäger
- 2016: Não houve premiação
- 2017: Manuel Amann